# Vertretungskörperschaft
Als Vertretungskörperschaft wird in Deutschland das allgemein gewählte Kollegialorgan einer Gebietskörperschaft bezeichnet. Es nimmt die grundgesetzliche Aufgabe der Volksvertretung in dieser Gebietskörperschaft wahr und bestimmt ihr wesentliches Handeln. Unterschieden wird zwischen Vertretungskörperschaften mit Gesetzgebungskompetenz (Parlamenten) sowie kommunalen Vertretungskörperschaften (umgangssprachlich Kommunalparlamenten), die im Rahmen der kommunalen Selbstverwaltung agieren.
In Österreich lautet die Bezeichnung allgemeiner Vertretungskörper.

## Allgemeines
In Deutschland muss das Volk gemäß Art. 38 Abs. 1 Satz 2, Art. 28 Abs. 1 Satz 2 des Grundgesetzes im Bund, in den Ländern, in den Kreisen und Gemeinden eine allgemein, frei, gleich, unmittelbar und geheim gewählte Vertretung haben. Diese Aufgabe übernehmen die zumeist alle vier bis sechs Jahre gewählten Vertretungskörperschaften. Sie haben keine eigene Rechtspersönlichkeit, sondern sind das Hauptorgan ihrer jeweiligen Gebietskörperschaft, die eine juristische Person ist. Vertretungskörperschaften bestimmen die wesentliche Handlungsweise der Gebietskörperschaft sofern keinen anderen Organen (wie Regierungen oder Hauptverwaltungsbeamten) diese Aufgaben übertragen worden sind.
Es wird zwischen gesetzgebenden Vertretungskörperschaften (Parlamenten) und kommunalen Vertretungskörperschaften (auch Kommunalvertretung oder umgangssprachlich, jedoch fälschlich Kommunalparlament genannt) unterschieden. Parlamente sind das gesetzgebende Verfassungsorgan ihres jeweiligen Landes. Die Rechtsgrundlage bilden das Grundgesetz sowie die Verfassungen der Länder. Kommunalvertretungen hingegen wirken nur im Rahmen ihrer kommunalen Selbstverwaltung und erlassen das Ortsrecht. Ihre Rechtsgrundlage ist die Kommunalverfassung (Gemeinde- bzw. Landkreisordnung) des jeweiligen Bundeslandes.
| Gebietskörperschaft                      | Art                | Vertretungskörperschaft | Wahl           |
| ---------------------------------------- | ------------------ | --- | -------------- |
| Bundesrepublik Deutschland (Bundesebene) | Parlament          | Deutscher Bundestag | Bundestagswahl |
| 16 Bundesländer (Landesebene)            | Parlament          | 16 Landesparlamente der Bundesländer | Landtagswahl   |
| Kommunen (Kommunalebene)                 | Kommunalvertretung | - in Kreisen und Landkreisen: Kreistag - in Städten: Stadtverordnetenversammlung, Stadtrat, Stadtvertretung - in Gemeinden: Gemeinderat, Gemeindevertretung (Hessen) - in Gemeindeverbänden: Samtgemeinderat, Verbandsgemeinderat - in Stadtstaaten in den Bezirken: Bezirksversammlung - in Bayern in den Bezirken: Bezirkstag | Kommunalwahl   |

## Parlamentarische Vertretungskörperschaften
Der parlamentarischen „Vertretungskörperschaft als selbständiges Entscheidungsorgan der im Staat politisch geeinten Gesamtheit (des Volkes, der Nation)“ wohnt die Funktion inne, dass jeder Einzelne „sich als Teil des Staatsvolkes im Parlament repräsentiert sehen kann“.
Parlamentarische Repräsentation, also der Parlamentarismus als pluralistisch-demokratische Herrschaftsform setzt die Durchführung von freien und gleichen Wahlen voraus, um aus den gewählte Personen die jeweiligen Vertretungskörperschaften auf nationaler oder föderaler Ebene zu bilden, die die Kompetenz zur Gesetzgebung, Haushaltsaufstellung und dessen Vollzugskontrolle besitzen. Sie sind ein von Weisungen und Aufträgen unabhängiges Staatsorgan.
In Hinsicht auf die konstitutionelle Verankerung der parlamentarischen Vertretungskörperschaft in einer repräsentativen Demokratie nimmt sie folgende Rolle ein: „Repräsentativ ist eine Vertretungskörperschaft dann, wenn sie gemäß ihrer Zusammensetzung ein verkleinertes Abbild des zu vertretenden Volkes ist.“
Im historischen Kontext hat die Parlamentsentwicklung Frankreichs Vertretungskörperschaften unter verschiedenen Verfassungen erbracht, für die die französische Bevölkerung seit 1789 ihre Volksvertreter wählen konnte. Im Verlaufe dieser Entwicklungen wechselte der Eigenname dieser Vertretungen mehrfach: „Nationalversammlung“, „Kammer der Volksvertreter“, „Gesetzgebender Körper“, „Abgeordnetenkammer“.

## Abgrenzung
Ein ähnlicher, jedoch abweichender Begriff ist Gesetzgebungskörperschaft. Er bezeichnet an der Gesetzgebung mitwirkende Organe, die jedoch nicht direkt und allgemein gewählt sein müssen. Während in Deutschland somit der Deutsche Bundestag diesen beiden Wahlrechtsgrundsätzen entspricht, ist der Bundesrat zwar eine Gesetzgebungskörperschaft, jedoch keine Vertretungskörperschaft. Ein weiteres Beispiel ist der bis 1999 bestehende Bayerische Senat.
Gewählte Vertretungen des Privatrechts, auch wenn gesetzlich vorgeschrieben, wie beispielsweise Arbeitnehmervertretungen, Studierendenparlamente, Vereins- oder Unternehmensvorstände oder Parteitage sind keine Vertretungskörperschaften (siehe dazu organschaftliche Vertretung). Sie sind kein Teil einer Gebietskörperschaft, werden nicht allgemein gewählt und wirken daher lediglich innerhalb ihrer jeweiligen Organisation. Als Überbegriff für Vertretungskörperschaften sowie Vertretungen, die keinen Gebietskörperschaften angehören, wird Repräsentationsorgan verwendet.